# ФК Хан Пијесак
Фудбалски клуб Хан Пијесак је фудбаслки клуб из Хан Пијеска, Република Српска Босна и Херцеговина. Такмичи се у склопу Регионалне лиге Републике Српске група Југ, гдје је у сезони 2010/11. освојио 4. мјесто.

## Историја
Фудбаслки клуб Хан Пијесак је основан 1974. године. За вријеме Југославије такмичио се у подручним лигама Сарајево.
Од 1992. године такмичи се под покровитељством Фудбаслког Савеза Републике Српске.

## Успјеси
- Регионална лига Републике Српске у фудбалу — Југ 2010/11. (5. мјесто)